# 패션왕 (만화)
패션왕은 대한민국의 만화가 기안84의 웹툰이다. 2011년 5월 6일에 처음 연재해서 2013년 6월 6일에 완결됐다.

## 줄거리
밥맛 떨어지는 귀두머리와 촌티나는 안경, 공부만 하는 범생이. 기안고 1학년 우기명은 친구 하나 없는 찌질한 범생이였다. 하지만 1학년이 끝나가던 어느날, 같은반 여학생 박혜진을 보고 첫눈에 반하게 된다. 하지만 존재감마저 희미한 자신과는 달리 남녀 모두에게 인기 많고 잘나가는 일진 소녀인 혜진 곁에 가까이 가기란 쉽지 않았고 가장 큰 문제는 그녀의 주위에 얼쩡거리는 사마귀같이 생긴 남자들이었다. 결국 방학 내내 외모를 가꾸어 학생 김남정이 주최한 오디션에선 긴 앞머리로 눈을 가리는 파격적인 머리스타일을 한 뒤 '패션왕'이라는 별명으로 교내 유명인사가 됐다. 이 일로 짝사랑하던 혜진과 가까워진건 말할 것도 없고 원호와 창주, 두치라는 절친까지 생긴다. 그때부터 우기명은 예전의 범생이 생활은 온데간데 없이 일진으로 거듭나기 시작한다.

## 등장 인물
- 우기명

주인공. 원래는 꾸미는 데는 일체 관심이 없고 공부만 하던 평범한 범생이였으나 잘나가는 일진 소녀 박혜진에게 첫눈에 반했다. 그녀와 함께하기 위해 방학동안 일진 아이들이 하고 다니는 것처럼 머리스타일도 싹 바꾸고 옷도 새로 꾸민 채 나타나 남정이 주최한 쇼핑몰 오디션에서 1등을 한다. 이 일을 계기로 그는 '패션왕'이란 별명으로 교내 유명인사가 된다. 그토록 원하던 혜진과 친구가 된건 말할 것도 없었고 원호, 두치, 창주라는 절친까지 얻는다. 하지만 수학여행날 혜진과 원호가 키스하는 장면을 목격하고는 엄청난 충격을 받아 원호와 서먹해진다. 이후 집안형편이 어려워지면서 학교도 자퇴하고 노동전선에 뛰어든다.
- 박혜진

여주인공. 우기명이 첫눈에 반한 여학생. 처음에는 공부만 하는 기명에게 관심도 두지 않았지만 기명이 오디션에서 엄청난 패션자랑을 한 것을 보고 난 후에는 전화번호 교환까지 하며 가까워진다. 그리고 수학여행 떠나기 직전까지는 날마다 붙어다니고 카톡까지 하는 사이가 되었지만 원호와 연인 지간이었단것이 알려지고 기명이 학교를 자퇴하고 나서는 급격히 멀어진다. 그러다 기명이 대학생이 되고나서는 정식으로 연인이 되지만 그마저도 기명이 군대를 가기 전 일방적으로 헤어지자고 하면서 끝나버린다. 그러다 마지막화에서 성인이 된후 옷가게에서 일하는 기명과 재회한다. 후속작인 복학왕에선 치과의사와 결혼함으로써 기명과는 깔끔하게 고교동창으로 남는다.
- 김원호

기명의 절친. 박혜진과는 기명과 절친이 되기전부터 사귀었다. 혜진이 기명과 가까워짐을 알았을 때 질투하기는커녕 신경쓰지 말고 둘이 잘 만나라고 밀어주는 쿨가이. 체육대회때 두치와의 패션대결에서 혁수의 눈에 들어 모델로 데뷔했고 곧 수많은 팬을 거느린 톱스타가 된다. 하지만 친구들과의 의리만큼은 변함없이 그대로다.
- 김창주

여자애처럼 머리를 기르고 짙은 화장까지 하는 남학생. 바지 줄이는걸 무척이나 좋아해 남정의 오디션에서는 다리가 꽉 낄만큼 조이는 3통 바지를 선보일 지경이다. 부잣집 외아들로 태어났고 아빠로부터 경영학을 배워서 아빠의 회사를 물려받아야 한다는 소리를 들었지만 꼴통인 탓에 경영보다는 패션에 더 관심이 많다.
- 김두치

기명의 학교로 전학온 체대입시생, 어릴때부터 운동을 한 탓에 운동신경은 타고났지만 머리는 거길 따라주지 못한다. 애초부터 운동을 시작한 까닭이 공부가 너무 하기 싫었기 때문. 처음에는 원호와 묘한 신경전을 벌이지만 싸우면서 크는 법이라고 곧 세 사람과 절친한 친구가 된다. 고3때 봄소풍차 갔던 놀이공원에서 만난 곽은진에게 첫눈에 반했고 그후 당당하게 연인이 되지만 삼수를 하는사이 차였다.
- 곽은진

기명의 절친, 범생이 시절부터 기명을 짝사랑하고 있었지만 그가 유명인사가 되고 일진 아이들과 어울리기 시작하고부터는 멀어진다. 하지만 다시 가까워질 목적으로 기명과 마찬가지로 외모를 가꾸고 목도리까지 정성스럽게 떠서 선물했는데 그것과 똑같은 목도리를 두르고 있는 박혜진의 사진을 보고는 혜진에 대한 열등감이 폭발해 그녀의 목도리를 빌려가 칼로 갈기갈기 찢어놓고 혜진과 대판 싸운다. 하지만 혜진의 편만 드는 기명을 보고는 화가  몇배로 치밀어올라 기명과 두 번 다시 알은체 하지 않고 자신을 짝사랑하는 두치와 연인이 된다. 하지만 대학졸업후 취업이 어려워지자 고시공부를 하기 위해 두치도 차버리고 다시 범생이로 돌아간다.
- 김남정

우기명 패밀리의 2년 선배, 졸업후 쇼핑몰을 차렸고 거기서 일할 모델을 뽑기위해 후배들을 대상으로 오디션을 개최했다 우기명이라는 인재를 발견한다. 이후 그와 함께 일을 시작하지만 장사가 생각보다 잘 되지않아 결국 건물을 임대내고 군대에 가버렸고 제대하고 나서는 아예 쇼핑몰을 접고 수리기사가 된다.
- 윤혁수

우기명 패밀리의 1년 선배. 일찌감치 모델계에 발을 딛어 활동중이며 어릴때부터 명품이 아닌 옷을 입으면 죽을만큼 아파 병원에 실려가기도 했다.
- 김일진

원래 절에 사는 스님이었으나, 우기명 일행을 본 뒤 패션에 관심을 가져 승복을 줄여입다 큰 스님에게 걸린다. 하지만 큰 스님의 허락을 얻어 패션대회에 출전한다.
- 야상형

혜진이 다니던 교회의 오빠. 얼굴은 못생겼지만 수련회에서 물에 떠내려간 혜진의 슬리퍼를 헤엄치면서까지 구해준 일을 계기로 첫눈에 반해 연인이 된다. 하지만 곧 원조교제의 무서움을 느낀 혜진이 헤어지자고 하자 그녀 앞에서는 순순히 오빠동생으로 남자고 말했으면서 이후에는 엄청난 집착을 보이기 시작한다. 그러다 혜진이 경찰에 신고한다고 나서자 미안하다고 한뒤로는 일체 연락을 끊어버린다. 그러다 군대갈 무렵이 되어 다시 나타나는데 자신이 입대하는 날 마중나와 달라고 했지만 그마저도 들어주지 않으면서 영영 헤어지게 된다. 버스를 타고 훈련소로 가는 그 순간까지도 "박혜진 넌 영원히 나만의 것이어야 해"라며 끝까지 집착하는 모습을 보인다. 후속작에서도 혜진의 결혼식장 하객으로 오며 까메오로 출연을 했다. 
- 마지현

혜진과 날마다 붙어다니는 절친, 등장하는 내내 한번도 이름이 밝혀지지 않았다가 졸업앨범에서 처음으로 이름이 공개됐다.

## 같이 보기
- 복학왕
- 보세왕